# Augusz család

A magurai Augusz családnak a címere

A magurai nemes és báró Augusz család egy régi, dunántúli eredetű magyar nemesi család.

## Története
Tolna és Veszprém vármegyéből ered a család, előnevét pedig a Krassó-Szörény vármegyében található Magura községről vette. Augusz Boldizsár tűnik fel először a családból, aki 1573-ban esett el a törökök elleni harcban Kapronca várának kapitányaként. Fia, János a lovassághoz szegődött, ahol hadparancsnok lett, katonai tettei miatt III. Ferdinánd 1638-ban régi nemességében megerősítette. Unokája volt Pál, akinek Milley Máriától született fia, Imre, II. Rákóczi Ferenc dandárnokának, Béri Balogh Ádámnak a leányát, Júliát vette nőül. Imre unokája, Antal, aki több magas tisztséget is betöltött, 1853-ban osztrák birodalmi bárói címet kapott, melyet 1875-ben Magyarországra is kiterjesztettek. Antal fiával, Imrével ki is halt a rövid életű bárói ág, de a család köznemesi ága tovább élt. Báró Augusz Imre végrendeletében teljes vagyonát, melyet akkor több mint 400 000 forintra becsültek, egy szeretetházra hagyományozta.